# Skutki
Skutki – wieś w Polsce, położona w województwie mazowieckim, w powiecie sochaczewskim, w gminie Młodzieszyn.
Sołectwo Helenów, Skutki tworzą wsie Helenów i Skutki. W 2023 sołectwo liczyło 114 mieszkańców. 
| SIMC    | Nazwa        | Rodzaj    |
| ------- | ------------ | --------- |
| 0732223 | Franciszków  | część wsi |
| 0732230 | Grabszczyzna | część wsi |

W latach 1975–1998 miejscowość administracyjnie należała do województwa skierniewickiego.